# Macquartia pubiceps
Macquartia pubiceps är en tvåvingeart som först beskrevs av Zetterstedt 1845.  Macquartia pubiceps ingår i släktet Macquartia och familjen parasitflugor. Arten är reproducerande i Sverige. Inga underarter finns listade i Catalogue of Life.